# Subprefettura di Penha
La Subprefettura di Penha è una subprefettura (subprefeitura) della zona orientale della città di San Paolo in Brasile, situata nella zona amministrativa Est 1.

## Distretti
- Penha
- Cangaíba
- Vila Matilde
- Artur Alvim